# 부안 구암리 지석묘군
부안 구암리 지석묘군(扶安 龜岩里 支石墓群)는 대한민국 전북특별자치도 부안군 하서면 구암리에 있는 청동시대의 지석묘이다. 1963년 1월 21일 대한민국의 사적 제103호로 지정되었다.

## 개요
지석묘란 청동기시대 사람들의 무덤으로서 고인돌이라고도 하며, 책상처럼 세운 탁자식(북방식)과 큰 돌을 조그만 받침돌로 고인 바둑판식(남방식)이 있다.
구암리에는 지석묘가 총 13기가 있었으나 현재는 10기만 남아있다. 대체로 자연암석을 떼어내 덮개돌로 사용한 바둑판식 지석묘로, 뚜껑돌이 큰 것은 길이가 6.35m, 너비 4.5m, 높이 70∼100cm에 받침돌 8개를 돌려 세웠다.
보통 4개의 받침돌을 이용하는데 반해 8개의 받침돌을 돌려 다른 지역 고인돌에서는 볼 수 없는 독특한 형태를 하고 있다.

## 같이 보기
- 지석묘

## 참고 자료
- 부안 구암리 지석묘군 - 국가유산청 국가유산포털